# حركة لبنان العربي
حركة لبنان العربي هي حركة لبنانية عروبية مستقلة، أسسها الدكتور عصمت المراد عام 1977م، وتضم ائتلاف من الشباب الجامعي في مدينة طرابلس، وأصبح عصمت المراد أو كما كان يُلَقب «الحكيم» أمينها العام. كانت الحركة الجديدة ترى أن فلسطين وقضيتها هي القضية المركزية الوحيدة الجامعة للعرب، وهي طريق الوحدة العربية، والتزامها هو السبيل للخروج من حالة التشرذم والقطرية السائدة. فانطلق عصمت المراد إلى منطقة البقاع والجنوب اللبناني للتعرف على المزيد من الشبان من كل الأطياف ليشكل مشروعا جامعا واسعا يصهر القدرات والطاقات في بوتقة تنظيمية واحدة تشكل رأس حربة لمواجهة المشروع الصهيوني التوسعي. فانتشرت حركة لبنان العربي في المناطق اللبنانية وأصبح لها فروع عدة في أكثر من منطقة.
تصدت الحركة للمشككين بعروبة لبنان والداعين إلى تقسيمه إلى بؤرٍ فئوية. كانت للحركة علاقات وثيقة بحركة التحرير الوطني الفلسطيني (فتح)، وساهمت في المواجهات المباشرة مع العدو الصهيوني من خلال «كتيبة بنت جبيل» وسقط لها زهاء 32 شهيدا من مختلف المناطق اللبنانية. اندمجت الحركة مع مجموعة من التنظيمات في عام 1982م، وكانت القلب المؤسس والعامود الفقري لحركة التوحيد الإسلامي.
تولي أحمد الخطيب رئاسة الحركة.